# 傑佛遜 (喬治亞州康登縣)
傑佛遜（英語：Jefferson）是位於美國喬治亞州康登縣的一個非建制地區。該地的面積和人口皆未知。

## 地理
傑佛遜的座標為30°58′00″N 81°47′24″W / 30.96667°N 81.79000°W，而該地的平均海拔高度為5米（即16英尺）。